# Marek Dalík
Marek Dalík (* 14. ledna 1975 Brno) je někdejší tajemník českého premiéra Mirka Topolánka, často kritizovaný médii a opozicí za údajné neetické metody, ale i straníky pro nadměrný vliv na Topolánka. Sám v rozhovoru popřel, že by byl Topolánkovým tajemníkem nebo poradcem v jeho funkci premiéra.
Dne 25. července 2017 byl lobbista Marek Dalík pravomocně odsouzen Vrchním soudem v Praze k trestu odnětí svobody ve výši 5 let za pokus o podvod a dále k zaplacení částky 4 miliony korun za jeho roli v kauze Pandury. Dne 6. listopadu 2017 nastoupil do výkonu trestu. Z výkonu trestu byl dne 18. listopadu 2019 podmíněně propuštěn Okresním soudem ve Znojmě, který mu uložil zkušební dobu pět let.

## Kariéra
V letech 1989 až 1993 studoval na gymnáziu Elgartova v Brně. Poté vystudoval politologii na Fakultě sociálních věd Univerzity Karlovy v Praze; při studiu v letech 1994 až 1997 pracoval jako stážista v Kanceláři prezidenta republiky. Od roku 1999 byl Topolánkovým poradcem, v lednu 2000 si založil public relations agenturu New Deal Communications v roce 2003 se stal členem ODS.

## Korupční aféry

### Aféra Kořistka
Mediálně na sebe upozornil poprvé kauzou s lobbistou Janem Večerkem z července 2004, kdy poslanec Unie svobody Zdeněk Kořistka prohlásil, že mu nabídli desetimilionový úplatek a post velvyslance v Bulharsku za hlasování proti důvěře nastupující vládě Stanislava Grosse. Dalík a Večerek byli 30. září zadrženi policií, noc strávili v cele a ráno byli převezeni vrtulníkem do Ostravy, kde soudce rozhodoval (negativně) o jejich vzetí do vazby; jejich stíhání následně bylo zrušeno. Oba vzápětí podali proti Kořistkovi žalobu na ochranu osobnosti; v říjnu 2006 mu ostravský krajský soud nařídil omluvu a zaplacení odškodného 15 000 Kč každému (místo původně požadovaného půl milionu). V září 2008 odvolací soud v Olomouci toto rozhodnutí zrušil, když dospěl k názoru, že Kořistka své tvrzení o nabídce úplatku prokázal.

### Aféra Wolf
V březnu 2009 se Marek Dalík pokoušel jménem premiéra Mirka Topolánka přesvědčit reportéra České televize Dalibora Bártka, aby stáhl svou reportáž o policejním vyšetřování poslance Petra Wolfa. Wolf vystoupil v červnu 2008 z ČSSD a začal podporovat Topolánkovu vládu. Topolánek potvrdil, že Dalíka požádal, aby Wolfovi pomohl s mediálním tlakem, který je na něj vyvíjen. Poslanec Wolf byl spolu s dalšími čtyřmi osobami vyšetřován pro podezření ze zneužití státní dotace, kterou dostala v letech 2005 až 2007 od ministerstva životního prostředí v hodnotě více než 11 milionů korun.

### Kauza Pandury
Podle zpráv z května 2011 Dalík údajně žádal o úplatek ve výši 18 milionů euro (přibližně 460 milionů Kč) v souvislosti s nákupem transportérů Pandur pro českou armádu. První informace o tomto úplatku unikla z výslechu manažera firmy Steyr Stephana Szücse.
Marek Dalík byl zadržen policisty z Útvaru odhalování korupce a finanční kriminality v neděli 7. října 2012 ve večerních hodinách v Praze a odvezen do policejní cely. Vrchní státní zástupkyně Lenka Bradáčová potvrdila na dotazy médií, že byl zadržen kvůli jeho údajnému úsilí o získání úplatku ve výši 18 milionů eur v souvislosti s v roce 2007 chystanou zakázkou na obrněná vozidla armády, tzv. Pandury. O zatčení informovala v krátké době téměř všechna média. Původně byl obviněn z pokusu o spáchání trestného činu podvodu, protože sám nemohl zajistit to, co za úplatu sliboval.
Dne 2. února 2016 byl u pražského městského soudu vynesen (nepravomocný) rozsudek. Podle něj byl Marek Dalík odsouzen za napomáhání k trestnému činu přijetí úplatku k pětiletému trestu odnětí svobody, navíc mu byl uložen peněžitý trest ve výši 5 milionů korun. Dalíkův advokát Tomáš Sokol se proti rozhodnutí soudu hned odvolal. V úterý 19. dubna 2016 byly zveřejněny podrobnosti z písemného provedení rozsudku, které mimo jiné naznačují, že Marek Dalík mohl jednat ve věci úplatku ku prospěchu třetí osoby z nejvyšších vládních kruhů.
Před Vrchním soudem v Praze jako soudem odvolacím bylo zahájeno veřejné projednání dne 31. května 2016. Při jednání za předsednictví JUDr. Martina Zelenky byl mimo jiné vyslechnut někdejší premiér za ODS Mirek Topolánek, který vyzdvihl Dalíkovu práci pro ODS. Státní zástupce v záverečné řeči navrhl zpřísnění trestu na 8 let. Vrchní soud nakonec potvrdil nepodmíněný trest odnětí svobody, uznal ho stejně jako soud prvního stupně vinným, ovšem snížil výrok o trestu z pěti na čtyři roky odnětí svobody a peněžitý trest také snížil na čtyři miliony Kč. Rozsudek se stal pravomocným.
Nejvyšší soud České republiky v neveřejném dovolacím řízení dne 12. dubna 2017 pro nesprávné vyhodnocení časové působnosti trestních zákonů rozsudek Vrchního soudu v Praze zrušil. Protože tím byl také zrušen výrok rozsudku o uložení trestu a Nejvyšší soud neshledal důvody pro vazbu, vydal současně příkaz k okamžitému propuštění Marka Dalíka z výkonu trestu ve věznici ve Znojmě.
Vrchní soud v Praze poté Marka Dalíka uznal vinným za pokus o podvod a nově jej odsoudil k trestu odnětí svobody na pět let a k peněžitému trestu v původní výši 4 miliony korun.

## Další kontroverze
- V listopadu 2006 způsobil Dalík pozornost svými výroky o záměrech ODS při sestavování vlády.
- V červenci 2009 se za nevyjasněných okolností účastnil neformálního setkání s vlivnými lobbisty, politiky a podnikateli v Toskánsku (podrobněji viz Toskánská aféra).